# Горноалеманнский диалект

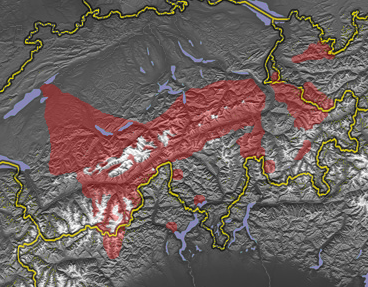
Горноалеманский диалект немецкого языка

Горноалема́ннский диале́кт (нем. Höchstalemannisch, алем. нем. Hegschtalemannisch) — один из диалектов (группы диалектов) алеманнской группы немецкого языка (Höchstalemannisch), распространённый на юго-западе, юге и юго-востоке германоязычной части Швейцарии, на юге Лихтенштейна и юге крайне западной части Австрии (в земле Форарльберг), а также в ряде приграничных регионов Италии. Севернее в Швейцарии распространён верхнеалеманнский диалект (Hochalemannisch).

## Распространение

### Австрия
- федеральная земля Форарльберг: Дамюдс Гроссвалзерталь, Кляйнвалзерталь, Таннберг, Лех, Варт
- крайний северо-запад федеральной земли Тироль: район реки Лех

### Италия
- автономная область Валле-д'Аоста: Грессоне-Ла-Трините (вальз. Greschòney Oberteil), Грессоне-Сен-Жан (вальз. Greschòney Onderteil òn Méttelteil), Иссим (вальз. Éischeme)
- область Пьемонт: провинции Верчелли (Аланья-Вальсезия (вальз. Im Land), Римелла (вальз. Rémmalju), Рива-Вальдоббия (вальз. Rifu)), Вербания-Кузьо-Оссола (Формацца (вальз. Pomatt), Макуньяга (вальз. Makanaa))

### Лихтенштейн
- Тризенберг

### Швейцария
- кантон Берн: Бернские Альпы: верхнебернский диалект (нем. Berner Oberländisch)
- кантон Ури, Обвальден и Нидвальден: ури-вальденский диалект
- кантон Швиц (без округа Хёфе): швицский диалект
- кантон Гларус: гларусский диалект
- кантон Цуг, только в Эгериталь: цугский (эгеритальский) диалект
- восток кантона Фрибур (округ Зензебецирк): зенслерский диалект (Senslerisch)
- кантон Вале (Валлис)
- кантон Тичино (Тессин) (Боско/Гурин)
- кантон Граубюнден (Оберзаксен, Вальс, Зафиенталь Райнвальд, Аверс, Муттен, Давос, Преттигау)

## Отличия
Различия горноалеманских диалектов с верхнеалеманнским и стандартным немецким языками на примере дифтонгов:
| Горноалеманнский зенслерисский | Горноалеманнский гларусский | Верхнеалеманнский бернский | Стандартный немецкий |
| ------------------------------ | --------------------------- | -------------------------- | -------------------- |
| schnye                         | schnye                      | schneie                    | schneien (с [aɪ])    |
| bue                            | buue                        | boue                       | bauen                |

Различия горноалеманских диалектов с верхнеалеманнским и стандартным немецким языками на примере склонения прилагательных:
| Горноалеманнский зенслерисский | Горноалеманнский гларусский | Верхнеалеманнский бернский | Стандартный немецкий |
| ------------------------------ | --------------------------- | -------------------------- | -------------------- |
| as isch schöns                 | es isch ä schüüs            | äs isch schön              | es ist schön         |
| si isch schöni                 | si isch ä schüüni           | si isch schön              | sie ist schön        |

Отличительные особенности горноалеманских диалектов проявляются в формах единственного и множественного числа существительных:

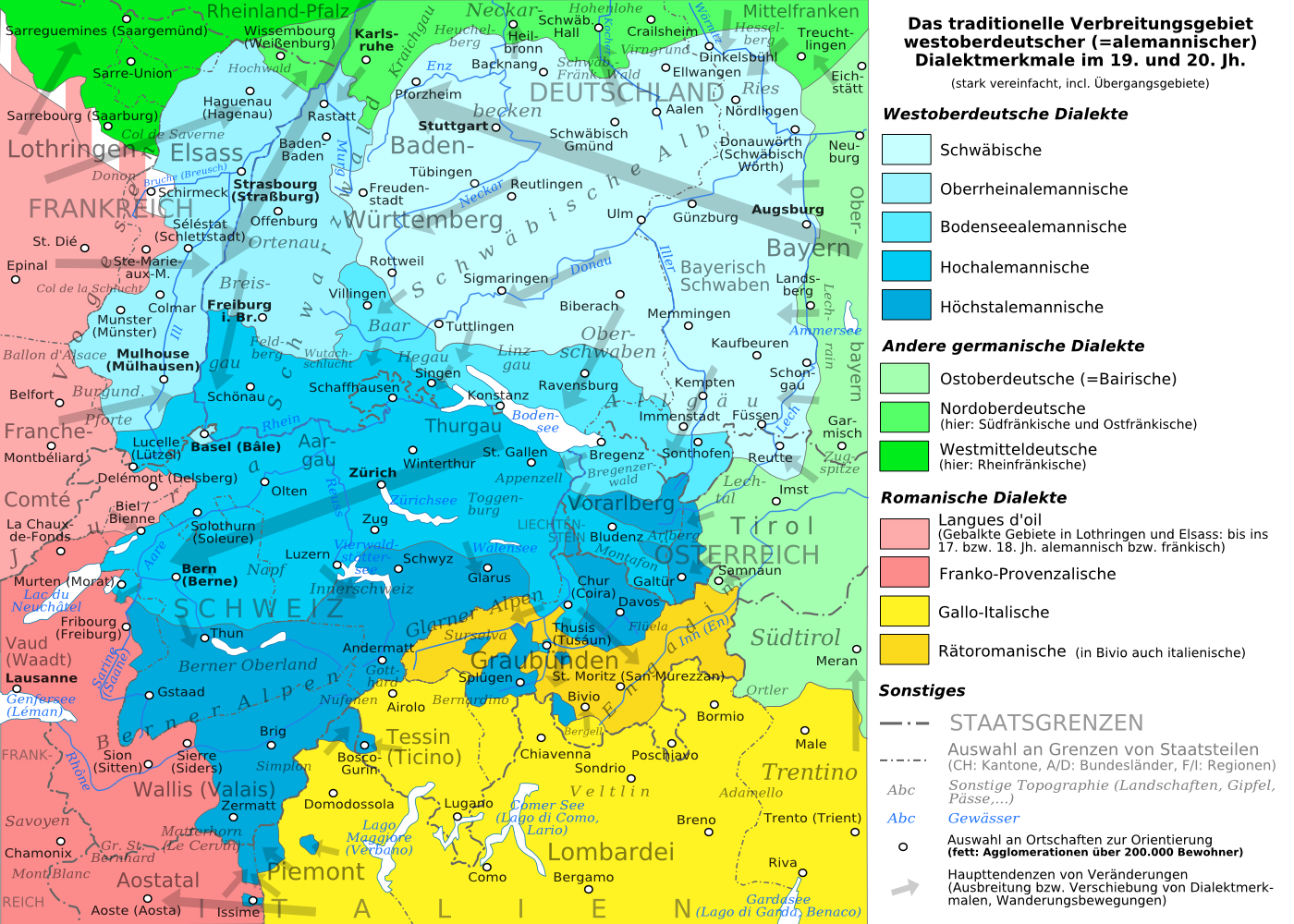
Алеманнские диалекты. Горноалеманнский диалект (Höchstalemannisch) — тёмно-синий цвет

|                                                       | ед.ч.      | мн.ч        |
| Горноалеманнский зенслерисский (Senslerisch)          | a Tana     | zwü Tane    |
| Горноалеманнский верхнебернский (Berner Oberländisch) | e Tanne    | zwo Tanni   |
| Верхнеалеманнский бернский (Berndeutsch)              | e Tanne    | zwo Tanne   |
| Стандартный немецкий (Deutsch)                        | eine Tanne | zwei Tannen |